# Anaphes timidus
Anaphes timidus är en stekelart som först beskrevs av Soyka 1950.  Anaphes timidus ingår i släktet Anaphes och familjen dvärgsteklar. Inga underarter finns listade i Catalogue of Life.